# Моранда, Войцех
Войцех Моранда (пол. Wojciech Moranda; род. 17 августа 1988, Кельце) — польский шахматист, гроссмейстер (2009).

## Шахматная карьера
Неоднократно выступал в чемпионате Польши во всех возрастных категориях, пять раз выиграв медали: дважды золотые (Крыница 2003 — до 16 лет, Сьрода-Велькопольска 2007 — до 20 лет) дважды серебряные (Леба 2005 — до 18 лет и Леба 2006 — до 18 лет) и бронзовую (Жагань 2002 — до 14 лет). На своём счету имеет также медали, завоёванные в чемпионате страны среди юниоров. Неоднократно представлял Польшу на чемпионате мира и Европы среди юниоров.
В 2003 году разделил 3-е место на мемориале Акибы Рубинштейна в Полянице-Здруй (разыгран в открытой формуле). В 2004 году он победил в двух круговых турнирах, сыгранных во Львове, и занял третье место. В 2005 г. дебютировал в финале чемпионата Польского старшинства, заняв в Познани одиннадцатое место. В 2006 г. занял третье место в главном турнире фестиваля Краковия 2005/06 в Кракове, занял второе место в Хенгело. В 2007 г. победил в шахматном турнире в Сельпа-Велика и в открытых молодёжных чемпионатах Германии, сыгранных в Нойхаузене, получил в Шуцине бронзовую медаль чемпионата по активным шахматам. Он также добился большого успеха в конце года, выиграв бронзовую медаль чемпионата Европы по быстрым шахматам в Варшаве (в матче за третье место он проиграл Фернандо Перальту, но аргентинец выбыл из соревнований и медали не получил). В 2008 г. он выиграл во Вроцлаве титул польского академического чемпиона, также победил в следующем открытом турнире, сыгранном в Гожув-Велькопольском. В 2009 году победил в открытом мемориале Акибы Рубинштейна и разделил второе место (за Сергеем Жигалко, совместно с Гита Нараянаном Гопалом) на турнире Young Masters в Энсхеде. В 2011 году победил на Международном фестивале в Познани. В 2012 году он выиграл в Катовице титул польского академического чемпиона. В 2013 г. завоевал бронзовую медаль (в командном зачёте) летней Универсиады в Казани и победил на мемориале Акиба Рубинштейна в Полянице-Здруй и на открытом турнире в Карпаче.
Наивысшего рейтинга в карьере Войцех Моранда достиг 1 июня 2021 г., с результатом 2622 занимал 3 место среди польских шахматистов.

## Изменения рейтинга
| Графики недоступны из-за технических проблем. См. информацию на Фабрикаторе и на mediawiki.org. |